# Guido Trenti
Guido Trenti (Milán, 27 de diciembre de 1972) es un ciclista estatunidense que fue profesional desde 1996 hasta 2008.
Sus principales éxitos fueron una etapa de la Vuelta a España de 2001, y un segundo lugar final al Giro del Friuli del mismo año.

## Palmarés
2000
- 1 etapa del Tour de Langkawi

2001
- 1 etapa de la Vuelta a España

## Resultados en Grandes Vueltas y Campeonatos del Mundo
| Carrera         | Carrera         | 1998  | 1999  | 2000 | 2001  | 2002  | 2003  | 2004  | 2005  | 2006  | 2007 | 2008 |
| --------------- | --------------- | ----- | ----- | ---- | ----- | ----- | ----- | ----- | ----- | ----- | ---- | ---- |
|                 | Giro de Italia  | —     | 106.º | 99.º | 124.º | 125.º | F. c. | —     | —     | —     | —    | —    |
|                 | Tour de Francia | —     | —     | —    | —     | —     | —     | —     | 139.º | —     | —    | —    |
|                 | Vuelta a España | 105.º | —     | 91.º | 81.º  | Ab.   | 153.º | 113.º | Ab.   | —     | —    | —    |
| Mundial en Ruta | Mundial en Ruta | —     | —     | —    | —     | 16.º  | 30.º  | 78.º  | 22.º  | 107.º | —    | —    |

—: no participa

Ab.: abandono

F. c.: fuera de control